# Circuit Annapurna
El Circuit de l'Anapurna és una ruta d'alta muntanya que transcorre al Parc Nacional de l'Annapurna (Nepal).
Inicialment la ruta s'utilitzava com a enllaç comercial entre els diferents pobles de les dues valls i com a via d'unió cap al Tibet.Entre aquests pobles encara es pot veure com les tres religions de la zona (budisme, hinduisme i la religió bon) coexisteixen pacíficament.
Actualment la ruta forma part d'una de les més tradicionals vies de senderisme del món.
L'itinerari inicia en el poble de Besisahar, capital del districte de Lamjung, i finalitza tradicionalment al poble de Beni, al districte de Myagdi tot i que actualment la ruta segueix fins a Pokhara. El trajecte s'inicia i finalitza a 800 metres d'altitud i inclou el pas de muntanya de més alçada del planeta; el Thorong-la situat a 5.416 msnm.
El canvi de clima segons l'altitud proporciona una àmplia gamma animal i vegetal durant tot el recorregut, fent-lo tan atractiu pel que fa al medi com a la cultura i societat que hi habita.